# Adesvaldo José de Lima
Adesvaldo José de Lima mais conhecido como Lima (Camapuã, 17 de setembro de 1962) é um ex-futebolista brasileiro que atuava como atacante.

## Carreira
Atuava no time infantil do Camapuense, aos 14 anos, quando foi descoberto pelo Operário (MS).
No Campeonato Mato-Grossense de 1978, passou a figurar no elenco principal do clube. No ano seguinte, foi considerado a Revelação do futebol do Mato Grosso do Sul.
Em 1980, foi artilheiro do Campeonato Estadual.
No ano seguinte, foi emprestado ao Serrano por seis meses.
Retornou ao Operário e foi artilheiro do Campeonato Sul-Mato-Grossense de 1982.
Em 1983, foi artilheiro da Taça de Prata, com 9 gols em 5 jogos. No fim do ano, o clube recusou propostas do Guarani e Cruzeiro pelo seu passe.
Se transferiu para o Corinthians no segundo semestre de 84, após ter feito um ótimo Campeonato Brasileiro. Estreou no clube em 4 de julho, na vitória sobre a XV de Piracicaba por 3 a 1, em partida válida pelo Campeonato Paulista.
Em 1985, ele atuou por empréstimo no Santos, que negociou Serginho Chulapa para o Timão, onde fez 51 jogos e marcou 22 gols.
No mesmo ano, disputou o estadual pelo Náutico, onde marcou 15 gols e foi campeão. Logo em sua estreia, em 18 de agosto, marcou três gols na vitória de 4x1 sobre o América.
Em 1986, ele retornou ao Corinthians e no mesmo ano se transferiu para o Grêmio. Com a camisa corintiana, disputou 74 partidas (40 vitórias, 19 empates e 15 derrotas) e marcou 36 gols.
Chegou ao Grêmio inicialmente por empréstimo de três meses, por 1 milhão de cruzados. Estreou em 18 de setembro de 1986, contra o Botafogo da Paraíba, em jogo que marcou três gols. Três dias depois, marcou mais dois gols no Joinville.
No Grêmio fez parte das campanhas vitoriosas dos estaduais de 1987 e 1988.
Depois do Grêmio, defendeu o Benfica, de Portugal.
Ele ficou na equipe portuguesa até 1991 e retornou à Porto Alegre, mas desta vez para jogar no Internacional.
Não brilhou no Colorado e voltou ao Grêmio em 1992.
Ainda rodou pelo América do Rio, Cerro Porteño do Paraguai, Vitória, Farroupilha e Brasil de Pelotas. Seu último clube foi o Montes Claros, em 1998.

## Títulos
Operário
- Campeonato Mato-Grossense: 1978[2]
- Campeonato Sul-Mato-Grossense: 1979, 1980, 1981[2] e 1983[6]

Náutico
- Campeonato Pernambucano: 1985[10]

Corinthians
- Torneio de Verão: 1986

Grêmio
- Campeonato Gaúcho: 1987 e 1988[1]

Internacional
- Campeonato Gaúcho: 1991

## Artilharias
- Campeonato Sul-Mato-Grossense de 1980[2]
- Campeonato Sul-Mato-Grossense de 1982: 10 gols[2]
- Campeonato Sul-Mato-Grossense de 1983: 20 gols[6][17]
- Campeonato Gaúcho de 1988: 17 gols[15]